# Kabatina abietis
Kabatina abietis är en svampart som beskrevs av Butin & Pehl 1993. Kabatina abietis ingår i släktet Kabatina och familjen Dothioraceae.   Inga underarter finns listade i Catalogue of Life.